# Abarth 700-1000 Spider Tubolare
L'Abarth 700-1000 Spider Tubolare è una vettura da competizione realizzata dalla Abarth nel 1961.

## Sviluppo
La vettura venne costruita con l'obbiettivo di portare il marchio dello scorpione sullo scenario delle grandi competizioni di durata riservate alle vetture sport che si svolgevano sui circuiti di tutto il mondo.

## Tecnica
Il mezzo venne realizzato da Mario Colucci, ex ingegnere dell'Alfa Romeo e direttore tecnico dell'Abarth in quegli anni. Il telaio era formato da un reticolo di tubi avvolto da una carrozzeria in alluminio, mentre il propulsore bialbero dalla potenza di 75 cv era posto in posizione centrale. Quest'ultimo era gestito da un cambio manuale a quattro marce, mentre l'impianto frenante era costituito da quattro freni a disco. Per il raffreddamento delle varie componenti meccaniche erano state praticate molte prese d'aria nella carrozzeria.
Dopo il fallimentare impiego a Le Mans nel 1961, uno dei modelli della 700-1000 venne dotato di un nuovo propulsore Abarth-Simca 1300. Per ospitare il nuovo propulsore il passo venne aumentato e furono praticate nuove prese d'aria nella carrozzeria.

## Attività sportiva
La prima competizione a cui venne iscritta fu la Targa Florio del 1961, ma a causa di alcuni problemi legati al regolamento la vettura dovette essere modificata sul posto per conformarsi alle nuove regole sulla meccanica. Nonostante la riuscita dell'operazione e il suo schieramento in gara, la 750/1000 fu costretta al ritiro a causa del cedimento della pompa dell'olio. Successivamente, quattro vetture vennero portate alla 24 ore di Le Mans. Nonostante le buone aspettative, anche qui si registrò il ritiro di tutte le vetture coinvolte nella gara.
Dato il fallimento presso le gare del campionato mondiale marche, le 700/1000 furono reimpiegate vittoriosamente in due gare in salita prima di essere trasformate in vetture laboratorio. Una di esse, dotata di un propulsore 1300 Abarth Simca, venne schierata successivamente alla gara in salita di Mont de la Lure, nei pressi di Digione. La partecipazione a tale evento fu voluta da Abarth per dimostrare alla Simca che le sue vetture erano altamente efficienti in gara, e ciò si dimostrarono vincendo la corsa con Gianni Balzarini. Tale risultato fu molto importante, in quanto permise lo sviluppo di autovetture da competizione migliori negli anni successivi.